# Prague Open 2024
Prague Open 2024 — тенісний турнір, що проходив на ґрунтових кортах у місті Прага, Чехія з 22 до 28 липня. Належав до категорії WTA 250, був турніром серії WTA Prague Open 2024 року.

## Фінальна частина

### Одиночний розряд
Магда Лінетт —  Магдалена Френх 6–2, 6–1

### Парний розряд
Барбора Крейчикова /  Катержина Сінякова —  Бетані Маттек-Сендс /  Луціє Шафарова 6–3, 6–3